# Тутальские скалы
Тутальские скалы — живописные скальные выходы на правом берегу в среднем течении реки Томь на территории Яшкинского района Кемеровской области, напротив города Юрга. Скалы представляют собой подмываемые рекой обнажения сланцев высокого и крутого правого берега.

## Происхождение названия
Топоним образован от названия близлежащей станции Тутальская Кемеровской железной дороги. Различают Ближние и Дальние скалы по удалённости от станции: Змеиные скалы называют Ближними, Никольские скалы — Дальними Тутальскими скалами.
Название скал созвучно также названию посёлка Тутальский Санаторий, Тутальской волости Томского уезда Томской губернии (с 1913 г.), тутальскому говору сибирских народов.

## Туризм
Тутальские скалы почти равноудалены от областных центров Томской, Кемеровской и Новосибирской области. Скальные выходы используются для активного отдыха местным населением и являются естественным полигоном туристско-альпинистских клубов всей Западной Сибири. На скалах проводятся занятия по горному туризму, скалолазанию и технике альпинизма, в том числе тренинги палаточных лагерей «Горная школа» (базовый школьно-молодёжный лагерь на Ближних скалах) и «Сибэкстрим» (базовый оборонно-спортивный лагерь напротив, на острове Межевской). Есть маршруты различной сложности: Пти-Дрю, Мужское зеркало, Женское зеркало, Уголок, Женщина, Ишим, Крокодил, Конь.

## Змеиные скалы («Ближние» Тутальские)
Ближние Тутальские (Змеиные) скалы, расположены в 2 километрах от посёлка Тутальский Санаторий, в 5 километрах от посёлка Поломошное и в 8 километрах от станции Тутальская. Змеиные скалы используют для занятий новичков в спортивном туризме и альпинизме. Высота скал до 32 метров. В группе скал вычленяют отдельные скалы с названиями Ишим, Воронежка (Воронья, Рыжая), Большое и Малое Зеркало. Змеи на скалах есть, бывали случаи укуса ядовитых змей (гадюки).

## Никольские скалы («Дальние» Тутальские)
Дальние Тутальские (Никольские) скалы расположены в 7 км от пос. Тутальский Санаторий, в 8 км от пос. Поломошное и в 12 км от станции Тутальская. Высота скал до 32 метров. В группе скал вычленяют отдельные скалы со своими топонимами: Б.Плита, Карнизы и Обвал.

## Легенды
По воспоминаниям известного томского краеведа А. А. Локтюшина, в 1960-х годах он ходил со сверстниками в «подземный город» напротив Юрги. А. А. Локтюшин вспоминает, что катакомбы были сильно разветвлены:
Вход располагался примерно в полукилометре от берега в крутом логу и полого погружался на север. Крепления в туннеле не просматривались, поскольку он находился в скальных породах. Однажды юные исследователи нашли там ржавый наган… В те же годы в туннелях потерялось много детей из располагавшегося рядом пионерского лагеря, и власти приняли решение все входы взорвать в 1964 году.
В 2000—2001 годах была организована экспедиция в район Тутальских скал. Установлено, что скалы в горнопроходческом смысле представляют собой многоуровневый объект, остались многочисленные воронки и заросшие густым кустарником углубления.
В мае 2012 года журналисты газеты «Яшкинский вестник» также предприняли несколько экспедиций в район Тутальских скал и сделали вывод: «приметы того, что под Тутальскими скалами находятся древние подземные сооружения, очевидны».